# Mallacoota petriei
Mallacoota petriei is een vlokreeftensoort uit de familie van de Maeridae. De wetenschappelijke naam van de soort is voor het eerst geldig gepubliceerd in 1882 door Thomson.